# Vegetarianismo jaina
El vegetarianismo jaina es la dieta de los seguidores del jainismo. Se trata de la dieta de motivación religiosa más estricta del subcontinente indio.
Como ocurre con el hinduismo y el budismo, las objeciones de los jainas a comer carne o pescado se basan en el principio de la no violencia, el ahimsa. Según este principio, todo acto por el que una persona directa o indirectamente apoye la muerte o el daño se ve como violencia (himsa) y consecuentemente crea un karma dañino. El objetivo del ahimsa es evitar la acumulación de ese karma.
La intensidad con la que se lleva a la práctica esta intención varía ampliamente entre hindúes, budistas y jainas. Estos últimos, consideran que la no violencia es el deber religioso más básico para cualquier persona, como se refleja en la frase: ahimsa paramo dharma («no violencia es el deber supremo») escrita frecuentemente en templos jainas. Es además condición indispensable para liberarse del ciclo de la reencarnación que es el fin último de todas las acciones jainas.
Si bien comparten este objetivo con budistas e hindúes, su particular cuidado en llevar a cabo la no violencia en las actividades diarias y especialmente en la comida se convierte en una seña de identidad para el jainismo.
Un efecto secundario de esta disciplina estricta es el ejercicio del ascetismo, que en el jainismo se fomenta tanto para laicos como para monjes y monjas.

## Práctica
- Para los jainas, el lacto vegetarianismo (en India conocido como vegetarianismo) es obligatorio. Cualquier comida que contenga partículas, por pequeñas que sean, de cuerpos de animales muertos o huevos es totalmente inaceptable.[11] Algunas autoridades y activistas jainas apoyan el veganismo pues la producción de productos lácteos implica una importante violencia (himsa) sobre las vacas.
- Los jainas llevan este planteamiento al punto de evitar herir insectos u otros animales pequeños[12] pues creen que el daño causado por descuido es tan reprobable como el daño causa deliberadamente.[13] Por ello toman muchos cuidados a la hora de asegurarse de que ningún pequeño animal o insecto haya sufrido daños en la preparación de sus comidas o en el acto de comer y beber.[14]
- Los jainas habían tenido prohibido tradicionalmente beber agua sin filtrar. En otro tiempo, cuando se empleaban baolis como fuente de agua, la tela empleada como filtro solía ser dada la vuelta y sobre ella se vertía un poco de agua filtrada, para que los organismos que se hubieran quedado en ella volvieran al agua. Esta práctica se conoce como yivani (de yivá: ‘vida’) o bilch-javani. Hoy en día los jainas pueden seguir realizando este ritual con agua del grifo y unos pocos llevan a cabo este proceso incluso con agua mineral embotellada.
- Los jainas hacen considerables esfuerzos para no herir plantas en la vida diaria. Admiten que las plantas deben ser destruidas por la necesidad alimentaria, pero solo aceptan esta violencia en la medida en que sea necesaria para la supervivencia del hombre. Existen instrucciones concretas para prevenir una violencia innecesaria hacia las plantas.[15] Los jainas no comen verduras de raíz (como zanahorias) ni tubérculos como patatas o cebollas. Consideran que al extraer la planta se matan pequeñas formas de vida, y ven el bulbo como un ser vivo, dado que podría volver a germinar.[16] Además, el consumo de las raíces implica desarraigar la planta y su muerte completa. En cambio, el consumo de la mayoría de los vegetales terrestres pueden consumirse sin matar la planta, que seguirá viva, y que de todos modos algún día se marchitará.
- La miel está prohibida, dado que recolectarla lleva aparejada violencia hacia las abejas.[17]
- Están prohibidos los alimentos que han comenzado a pudrirse.
- Tradicionalmente, cocinar o comer por la noche estaba desaconsejado, pues los insectos son atraídos por las lámparas o por el fuego. Los jainas estrictos hacen el voto (anastamita o anthau) de no comer después de la puesta de sol.
- Los jainas estrictos no consumen comida que ha pasado la noche cocinada, dado que posee una mayor concentración de microorganismos en comparación con la comida que se consume tras ser preparada. En esta misma línea, no consumen yogur, dhokla o idli, a no ser que hayan sido preparados frescos ese mismo día.
- Los jainas no consumen comidas ni bebidas fermentadas, incluyendo las alcohólicas, para evitar matar a todos los microorganismos asociados a la fermentación.
- En periodos específicos del calendario jaina se abstienen de consumir verduras de color verde.

## Historia
Cuando Majavirá organizó el movimiento jaina en el siglo VI a. C. o siglo V a. C., el ahimsa ya era una regla establecida y observada estrictamente. Parshva, un líder jaina (Tirthankar) considerado por historiadores occidentales como figura histórica había fundado una comunidad a la que pertenecían los padres de Majavirá. Sus seguidores prometían seguir el ahimsa. Esto fue adoptado por Majavirá en su código de conducta. En los tiempos de Majavirá y en los siglos siguientes, los jainas criticaron a los budistas por su incoherencia a la hora de llevar a cabo el ahimsa. Particularmente protestaron contra los vedistas (seguidores de la religión védica, precursora del hinduismo más pacifista) por la costumbre de realizar sacrificios animales con el subsiguiente consumo de carne y por las cacerías.

## Influencia
La gastronomía vegetariana de algunas regiones ha sido fuertemente influida por la práctica del vegetarianismo jaina, como ocurre en la gastronomía de Guyarat.